# ジョシュア・ピム
ジョシュア・ピム（Joshua Pim, 1869年5月20日 - 1942年4月15日）は、アイルランド・ウィックロー県ブレイ出身の男子テニス選手。1890年代のウィンブルドン選手権で活躍し、男子シングルスと男子ダブルスでそれぞれ2勝を挙げた。ピムは男子シングルスでウィルフレッド・バデリーと1891年-1894年まで「4年連続」の決勝対決を繰り広げ、男子ダブルスではアイルランドの同僚選手フランク・ストーカー（1867年 - 1939年）とペアを組んだ。彼は医師であったことから、テニス文献でも Dr. Joshua Pim （ドクター・ジョシュア・ピム）と記載されることが多い。あごひげを蓄えた医師は、ウィンブルドン選手権のコートで華麗なショットを放ち、とりわけネット際での難しいボレーの処理を得意にした。

## 来歴
ジョシュア・ピムがウィンブルドン選手権で活躍した1890年代前半は、それまでイギリス人選手のみで優勝を争っていた大会にアイルランド勢が加わった時期である。1890年の男子シングルス優勝者ウィロビー・ハミルトンがアイルランド人選手として最初の優勝者になり、ピムと彼のダブルス・パートナーであるフランク・ストーカー、その後に続いた1896年の男子シングルス優勝者ハロルド・マホニーがいたが、彼らはイギリス人選手の観点から「アイルランドの侵略」（Irish Invasion）と呼ばれた。ピムのウィンブルドン選手権初出場は、ハミルトンが優勝した1890年である。初参加の年、ピムはシングルスの「チャレンジ・ラウンド」（挑戦者決定戦）準決勝でハミルトンに敗れたが、ストーカーと組んだダブルスで初優勝した。ところが、ハミルトンは間もなく敗血症を患い、1891年の大会に前年優勝者として出場できなくなる。初期のウィンブルドン選手権は「チャレンジ・ラウンド」から「オールカマーズ・ファイナル」（大会前年度優勝者とチャレンジ・ラウンド勝者で優勝を争う）の流れで優勝者を決定したが、自動的に決勝に進出できる前年優勝者が出場しなかった場合は、チャレンジ・ラウンドの決勝結果を優勝記録表に記載する。1891年のチャレンジ・ラウンド決勝は、ピムとウィルフレッド・バデリーの顔合わせになり、こうして2人の「4年連続決勝対決」が始まった。
1891年の大会で、ジョシュア・ピムは単複とも決勝でウィルフレッド・バデリーに敗れ、2部門で準優勝になった。ウィルフレッドとハーバート・バデリーは双子の兄弟で、2人はダブルスでペアを組んでいた。シングルスのチャレンジ・ラウンド決勝で、ウィルフレッドに 4-6, 6-1, 5-7, 0-6 で敗れたピムは、フランク・ストーカーと組んだダブルス決勝でも「バデリー兄弟」組に敗れ去った。1892年の大会では、ピムはシングルスのチャレンジ・ラウンド決勝でアーネスト・ルイス（1867年 - 1930年）を破り、前年優勝者W・バデリーへの挑戦権を得たが、初進出の「オールカマーズ・ファイナル」でウィルフレッドに 6-4, 3-6, 3-6, 2-6 の逆転負けを喫した。ようやく1893年のオールカマーズ・ファイナルで、ピムはバデリーに 3-6, 6-1, 6-3, 6-2 で勝ち、3度目の対戦で初優勝を飾った。この年はストーカーとのダブルスでも3年ぶり2度目の優勝を果たし、単複2冠を達成する。1894年、ピムは前年優勝者としてチャレンジ・ラウンドの勝者を待ったが、ここでもまたウィルフレッド・バデリーが勝ち上がり、2人は4年連続の決勝対決をすることになった。4度目の決勝戦は、ピムが 10-8, 6-2, 8-6 のストレートでW・バデリーを下した。この大会を最後に、ピムはウィンブルドン選手権を引退する。ジョシュア・ピムとウィルフレッド・バデリーによる4年連続の決勝対決は「2勝2敗」で終わった。
ウィンブルドン選手権を引退した8年後、ジョシュア・ピムは男子テニス国別対抗戦・デビスカップ「イギリス諸島」（British Isles）の代表選手として、レジナルドとローレンスの「ドハティー兄弟」と一緒に参加した。当時はアイルランドも「イギリス諸島」の一部に含まれており、ドハティー兄弟と一緒に戦ったピムは、チームの中で“Mr. X”（ミスターX）と呼ばれた。ピムはシングルス戦を2試合とも落とし、最終第5試合でレジナルドがアメリカチームのマルコム・ホイットマンに敗れたため、イギリス諸島はアメリカに2勝3敗で敗れた。デビスカップは1900年に創設されたばかりで、1901年は開催されず、ピムが出場した試合はデ杯史上2度目の公式戦だった。
選手引退後のピムは医師の仕事に携わり、ウィンブルドン選手権での活躍からおよそ半世紀後、1942年4月15日にアイルランドの首都ダブリンにて、73歳の誕生日を迎える1ヶ月前に亡くなった。

## ウィンブルドン選手権の成績
- 男子シングルス：2勝（1893年・1894年）
- 男子ダブルス：2勝（1890年・1893年）